# Roc del Comptador
El Roc del Comptador és un pic a cavall del terme municipal de Maçanet de Cabrenys, a la comarca de l'Alt Empordà i del terme comunal de Ceret, a la del Vallespir.
Està situat a prop de l'extrem sud-occidental del terme de Ceret, prop del límit anb el terme comunal de Reiners, i a l'extrem nord del terme municipal de Maçanet de Cabrenys. Queda a llevant del Roc de Fraussa i a ponent del Moixer.
És el punt culminant (1.451 metres) de la serra de les Salines i de la comarca de l'Alt Empordà. És, així mateix, el punt més elevat de tot l'Empordà. Els francesos en diuen Roc de France, val a dir que sovint, aquesta fita s'atribueix de manera errònia als veïns Roc de Frausa (1.421 metres) o el Moixer (1.443 metres), que disten uns pocs centenars de metres del Roc del Comptador i són més coneguts.
Aquest cim està inclòs al llistat dels 100 cims de la FEEC, així com en diverses rutes excursionistes per aquesta zona dels Pirineus.